# Rivière du Calumet (Argenteuil)
Pour les articles homonymes, voir Calumet (homonymie).
La rivière du Calumet est un cours d'eau traversant la municipalité de Grenville-sur-la-Rouge, dans la municipalité régionale de comté (MRC) de Argenteuil, dans la région administrative des Laurentides, au Québec, au Canada. Il conflue avec la rivière des Outaouais.

## Géographie
Les bassins versants voisins de la rivière du Calumet sont :
- côté nord : lac des Seize Îles ;
- côté est : rivière du Calumet Est ;
- côté sud : rivière des Outaouais ;
- côté ouest : rivière Rouge.

Le lac Wilson (altitude : 233 m) constitue le principal plan d'eau de la partie supérieure de la rivière du Calumet.
La rivière du Calumet coule vers le sud surtout en milieu forestier, sauf une zone agricole dans la partie inférieure. La rivière du Calumet se déverse sur la rive nord de la rivière des Outaouais :
- en amont du hameau Calumet, de Grenville Bay, de l'embouchure de la rivière Kingham et du village de Grenville ;
- en aval du village Pointe-au-Chêne et de la Petite rivière Saumon.

## Toponymie
Le toponyme rivière du Calumet a été officialisé le 5 décembre 1968 à la Commission de toponymie du Québec.